# Don Juan DeMarco
Pour les articles homonymes, voir Don Juan (homonymie) et Demarco (homonymie).
Pour plus de détails, voir Fiche technique et Distribution.
Don Juan DeMarco est un film américain réalisé par Jeremy Leven, sorti en 1995.

## Synopsis
Un jeune homme (joué par Johnny Depp) menace de se jeter du haut d'un immeuble et prétend être Don Juan DeMarco, le plus grand séducteur qui ait jamais existé. Le médecin Jack Mikler (Marlon Brando), psychiatre renommé, est appelé d'urgence pour tenter de sauver le jeune suicidaire et le faire admettre dans sa clinique. Au bout de quelques entretiens, une histoire étrange ressort de ce mystérieux personnage.

## Fiche technique
- Titre : Don Juan DeMarco
- Réalisation : Jeremy Leven
- Scénario : Jeremy Leven
- Costumes : Kirsten Everberg
- Photographie : Ralf D. Bode
- Montage : Antony Gibbs (en)
- Musique : Michael Kamen
- Production : Francis Ford Coppola, Fred Fuchs et Patrick J. Palmer
- Société de production : New Line Cinema, Outlaw Productions
- Budget : ~ 22 000 000 $ US
- Langue : anglais
- Durée : 100 minutes

## Distribution
Légende : Version Québécoise = VQ
- Johnny Depp (VF : Jean-Philippe Puymartin ; VQ : Gilbert Lachance) : Don Juan DeMarco /Johnny
- Marlon Brando (VF : Léon Dony ; VQ : Vincent Davy) : Dr. Jack Mikler
- Faye Dunaway (VF : Ginette Pigeon ; VQ : Madeleine Arsenault) : Marilyn Mickler
- Géraldine Pailhas (VQ : Violette Chauveau) : Doña Ana
- Bob Dishy : Dr. Paul Showalter
- Rachel Ticotin (VQ : Marie-Andrée Corneille) : Doña Inez
- Talisa Soto (VQ : Geneviève De Rocray) : Doña Julia
- Stephen Singer (VQ : Jacques Lavallée) : Dr. Bill Dunsmore